# 맥시 롱
맥스웰 ("맥시") 워번 롱(Maxwell ("Maxie") Warburn Long, 1878년 10월 16일 ~ 1959년 3월 4일)는 미국의 육상 선수로 1900년 파리 올림픽 400m 우승자였다.
매사추세츠주 웨이벌리에서 태어나 뉴욕에서 사망하였다.
1898년부터 1900년까지 3개의 AAU 타이틀을 우승하면서 그는 1899년에 440 야드(402m)의 IC4A 타이틀, 그해 220 야드(201m)와 1900년 100 야드(91m)의 AAU 타이틀을 우승하였으며, 컬럼비아 대학교의 학생으로 파리에서 최고 우승 후보들 중의 하나였다.
파리에서 롱은 시작에서 완료로 경주를 이끌며, 3 야드(2.7m)에서 동료 선수 윌리엄 홀랜드를 꺾었다.
그해 후반에 롱은 어떤 눈부신 기록을 세웠다. 9월 29일에 그는 440 야드(402m)를 47.8초로 달리고, 며칠 후에는 47.0초를 세웠다. 후반에는 직선 트랙에서였다.